# Dymitr Romanow (1891–1942)

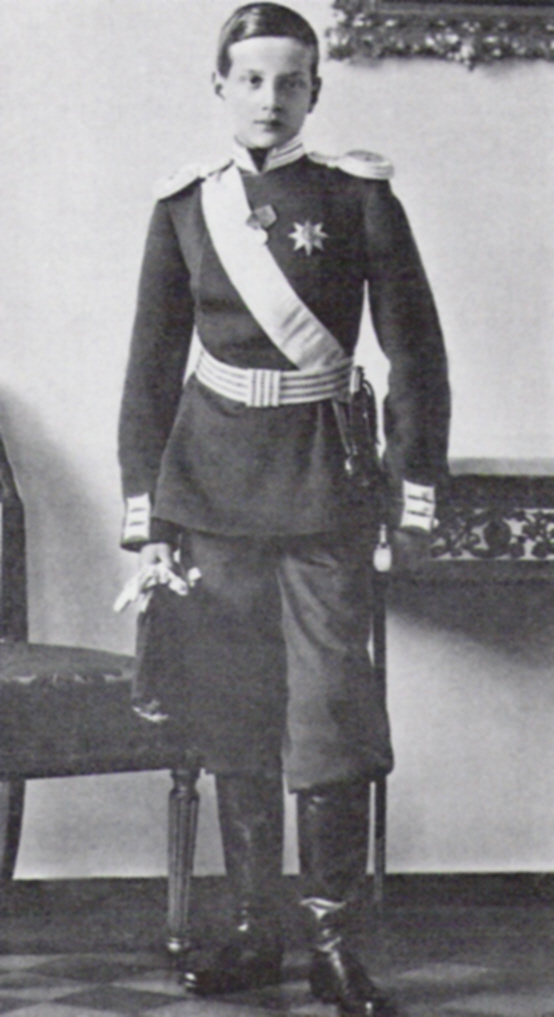
Dymitr jako chłopiec

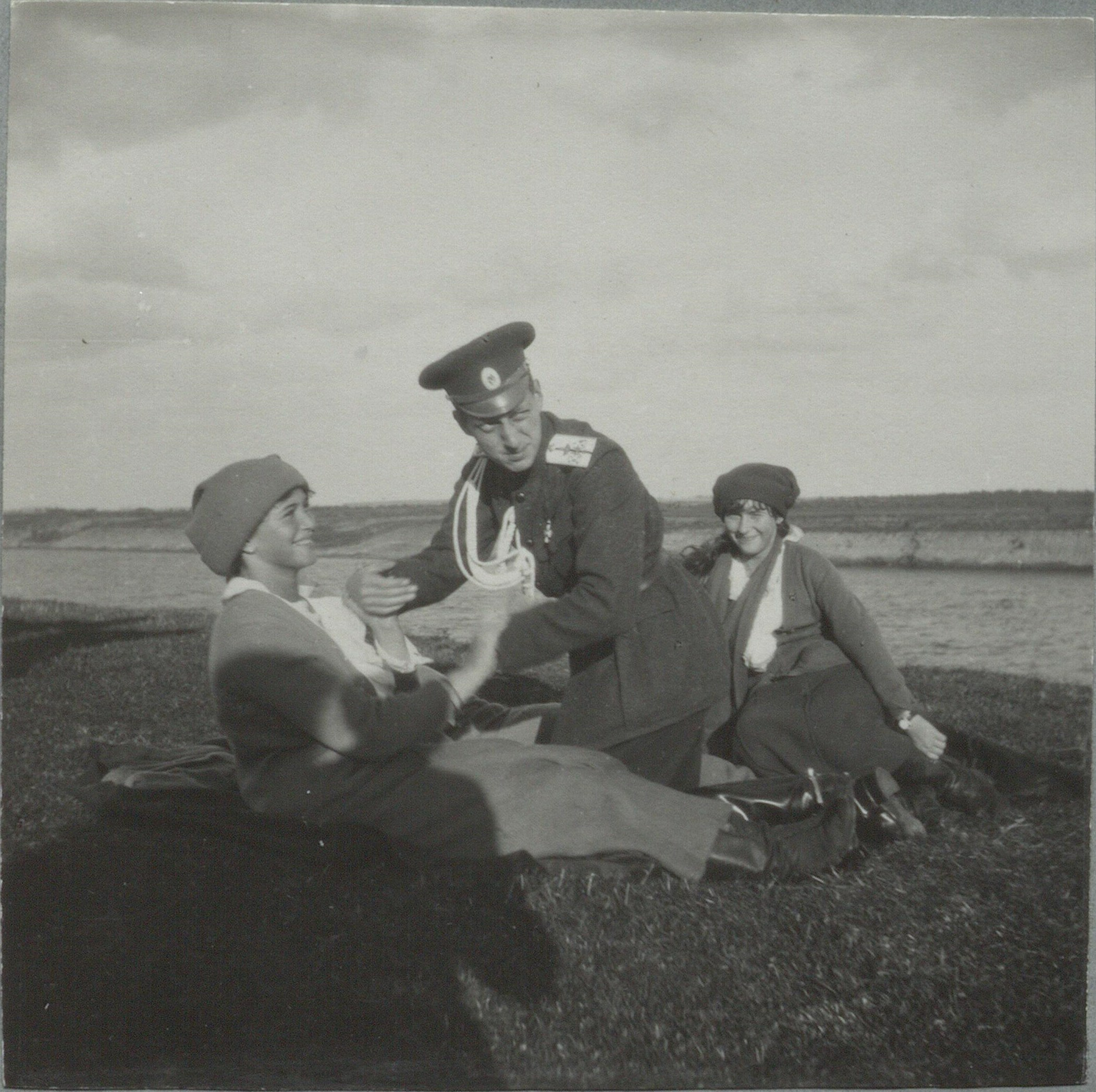
Wielki książę Dymitr z córkami Mikołaja II, Marią i Anastazją

Dymitr Pawłowicz Romanow (ur. 6 września?/18 września 1891 w Illinskoje k. Moskwy, zm. 5 marca 1942 w Davos) – wielki książę Rosji, znany z udziału w zabójstwie Grigorija Rasputina.

## Życiorys
Był drugim dzieckiem wielkiego księcia Pawła Aleksandrowicza, brata cara Aleksandra III i stryja Mikołaja II. Urodził się dwa miesiące przed terminem po tym, jak jego matka Aleksandra Gieorgiewna wywróciła się na łódce. Zmarła sześć dni po porodzie. On natomiast przeżył tylko cudem, bowiem po jego narodzinach uznano, że nie żyje i odłożono go na bok, a lekarze zajęli się tylko jego matką. Tylko opiekunka zauważyła, że dziecko jednak żyje. Książę był wychowywany przez swojego wujka, wielkiego księcia Siergieja Aleksandrowicza. Po jego zabójstwie w 1905 r. został wysłany do Petersburga, aby zamieszkał z rodziną carską. Car i caryca traktowali go jak własnego syna. Był uwielbiany przez carskie córki, przez pewien czas planowano ślub Dymitra z najstarszą córką cara Olgą. Ostatecznie jednak do zerwania zaręczyn doprowadziła caryca Aleksandra Fiodorowna. Brano go również pod uwagę jako przyszłego cara w przypadku, gdyby chory na hemofilię carewicz Aleksy nie mógł sprawować władzy.
Gdy dorósł, wstąpił do wojska. Był dobrym jeźdźcem, co sprawiło, że reprezentował Rosję na Olimpiadzie w Sztokholmie w 1912 r. Zajął siódme miejsce na zawodach jeździeckich.
Wielki książę był bardzo popularny, m.in. dlatego, że był uważany za niezwykle przystojnego. Podczas I wojny światowej otrzymał Krzyż św. Jerzego i stanowisko w kwaterze głównej za uratowanie rannego kaprala pod ostrzałem w bitwie pod Koszynem. Mimo wszystkich swoich sukcesów miał bardzo słaby charakter i zdrowie, cierpiał m.in. na gruźlicę, czasami kaszlał krwią. Przyjaciel wielkiego księcia pisał: „Chłopak ten […] jest zawsze bezradny i beznadziejnie smutny”. Carowa Aleksandra pisała natomiast: „Chłopak zachowuje się tak, jak chce tego osoba, na której mu w danym momencie zależy.” Zdarzyło się tak, że car zatrzymał Dymitra u swego boku ponieważ ten „wbił sobie do głowy, że zostanie zabity”.
Niektórzy twierdzili, że Dymitr był zakochany w księżniczce Irinie Aleksandrownej, jednak wyszła ona za księcia Feliksa Jusupowa. Był również związany z Natalią Brasową, morganatyczną żoną wielkiego księcia Michała.
W 1916, m.in. wraz z księciem Feliksem Jusupowem i Władimirem Puriszkiewiczem, brał udział w zabiciu Rasputina, z powodu czego miał ogromne wyrzuty sumienia. Został za to zesłany na front perski. Później okazało się, że to wygnanie uratowało mu życie, albowiem wielu jego krewnych, w tym m.in. ojciec, ciotka Elżbieta Fiodorowna Romanowa zostało zamordowanych przez bolszewików. Przez cały 1917 i większą część 1918 Wielki Książę mieszkał u brytyjskiego ministra Marlinga. Grupa monarchistów uznała go następcę tronu Rosji, również w Niemczech uznano go za potencjalnego regenta w przypadku restauracji w tym kraju monarchii.
Towarzyszył państwu Marling w ich podróży do Bombaju, gdzie zachorował na tyfus i tylko cudem przeżył. Po powrocie do zdrowia udał się do Paryża. Tam dowiedział się o tragicznym losie swojej rodziny, m.in. o tym, że jego ojciec przebywa w więzieniu, a rodzina cara została zamordowana.
Następnie Dymitr udał się do Londynu. Tam prowadził rozrywkowe życie, był też blisko związany z Jerzym V. Zamieszkał ze swoją siostrą Marią i jej mężem. Był częstym gościem u carycy-wdowy, Marii Fiodorownej. W 1922 nadal brano go pod uwagę jako potencjalnego cara. Wewnętrznie czuł się jednak wykorzeniony i samotny. W międzyczasie był też związany z Coco Chanel, która po pewnym czasie go zostawiła. Dymitr coraz bardziej pogrążał się w depresji. Wtedy poznał swoją przyszłą żonę Amerykankę Audrey Emery, spadkobierczynię wielkiej fortuny. Ślub odbył się w 1926 roku przy wielkim zainteresowaniu opinii publicznej. Małżeństwo dało Dymitrowi szczęście, miał z Audrey syna Pawła. Jednak małżeństwo po dziesięciu latach zakończyło się rozwodem, ku wielkiej rozpaczy wielkiego księcia.
Mimo że sprawa objęcia tronu Rosji nadal była aktualna, Dymitr nie robił nic, aby zachęcać swoich zwolenników do poparcia, pomimo tego, że miał ich bardzo wielu. Brytyjskie ministerstwo spraw zagranicznych zawiadomiło swoje ambasady, że to właśnie Dymitr jest właściwym następcą tronu.
Zmarł na mocznicę w 1942. Pochowany został w Davos. Po śmierci siostry, Marii Pawłowny w 1958, jej syn Lennart Bernadotte przeniósł szczątki Dymitra do krypty kościoła w swej posiadłości Mainau w Niemczech.